# Wer wird Millionär?
Wer wird Millionär (Ai sẽ trở thành triệu phú) là một chương trình trò chơi của Đức dựa trên Who Wants to Be a Millionaire?-trò chơi truyền hình nổi tiếng của Anh có 100 phiên bản của hầu hết các quốc gia. Chương trình được tổ chức bởi Günther Jauch. Mục tiêu chính của trò chơi là để giành 1 triệu euro (trước đó 1 triệu DM) bằng cách trả lời 15 trắc nghiệm câu hỏi một cách chính xác.